# Top 8 2022
El TNC Top 8 de 2022 fue la 74° edición del principal torneo de rugby de Chile.

## Sistema de disputa
Cada equipo disputó encuentros frente a cada uno de los rivales en condición de local y de visitante, totalizando 14 partidos cada uno.
Finalizada la fase regular los cuatro primeros equipos clasificaron a semifinales.
Puntuación
Para ordenar a los equipos en la tabla de posiciones se los puntuará según los resultados obtenidos.
- 4 puntos por victoria.
- 2 puntos por empate.
- 0 puntos por derrota.
- 1 punto bonus por ganar haciendo 3 o más tries que el rival.
- 1 punto bonus por perder por siete o menos puntos de diferencia.

## Clasificación
| Pos. | Equipo               | Encuentros | Encuentros | Encuentros | Encuentros | Tantos | Tantos | Tantos | PB | PB | Puntos |
| Pos. | Equipo               | PJ         | PG         | PE         | PP         | F      | C      | Dif    | BO | BD | Puntos |
| ---- | -------------------- | ---------- | ---------- | ---------- | ---------- | ------ | ------ | ------ | -- | -- | ------ |
| 1.º  | COBS                 | 14         | 11         | 1          | 2          | 539    | 277    | +262   | 9  | 2  | 57     |
| 2.º  | Universidad Católica | 14         | 9          | 1          | 4          | 435    | 404    | +31    | 11 | 1  | 50     |
| 3.º  | Old John's           | 14         | 9          | 0          | 5          | 362    | 330    | +32    | 5  | 2  | 43     |
| 4.º  | Stade Français       | 14         | 7          | 0          | 7          | 322    | 340    | -18    | 5  | 2  | 35     |
| 5.º  | Old Boys             | 14         | 6          | 0          | 8          | 368    | 409    | -41    | 7  | 3  | 34     |
| 6.º  | Old Macks            | 14         | 6          | 0          | 8          | 355    | 399    | -44    | 6  | 3  | 33     |
| 7.º  | PWCC                 | 14         | 5          | 0          | 9          | 295    | 371    | -76    | 6  | 3  | 29     |
| 8.º  | Sporting Valparaíso  | 14         | 2          | 0          | 12         | 224    | 370    | -146   | 1  | 3  | 12     |

|  | Semifinalistas.                           |
|  | Clasificado al repechaje por el descenso. |

## Fase Final

### Semifinales
| 22 de octubre | COBS | 24 - 16 | Stade Français |  |  |

| 22 de octubre | Universidad Católica | 32 - 23 | Old Johns |  |  |

#### Final
| 5 de noviembre | COBS | 40 - 14 | Universidad Católica |  |  |

| Bandera de Chile |
| Campeón COBS     |
| Séptimo título   |

## Promoción
| 23 de octubre | DOBS | 22 - 19 | Sporting Valparaíso |  |  |

| 29 de octubre | Sporting Valparaíso | 32 - 20 | DOBS |  |  |

- Sporting mantiene la categoría por un marcador global de 51 a 42.